# Майкан (острів)
Майкан — безлюдний острів на річці Дунай між містами Кілія і Вилкове в Ізмаїльському районі Одеської області.

## Географія
Площа острова 0,6 км², при довжині 1,5 км, вздовж русла Дунаю, максимальна ширина становить 0,8 км. Південніше острова знаходиться державний кордон між Україною та Румунією, закріплений Договором про відносини добросусідства і співробітництва між країнами. Згідно з міжнародним правом державні кордони, що проходять річкою, встановлюються за фарватером, якщо сторони не встановили інше. Однак фарватер, що раніше пролягав між островами Майкан (Україна) і Бабина (Румунія), замулився. Відтак судноплавство проходить між Майканом та українським берегом. На цій підставі у 2009 р. Румунія висловила свої територіальні претензії на острів.
Головна причина таких заяв полягає у величезних збитках, які зазнала Румунія після введення в дію Україною глибоководного каналу «Дунай-Чорне море». Передання острова до складу Румунії дозволить румунській владі відновити контроль над судноплавним коридором на цій ділянці Дунаю.
Територіальні претензії Румунії до України не обмежуються островом Майкан. У 2004 р. Румунія звернулася до Міжнародного Суду ООН з позовом про делімітацію Чорноморського шельфу. Як наслідок, до Румунії перейшло близько 9 тис. км² або 79,34 % спірних територій нафтогазового шельфу.